# Otto Invenius
Otto Invenius (* 9. prosince 2000 Leppävirta) je finský biatlonista, který od roku 2022 pravidelně nastupuje v závodech světového poháru, poprvé ve sprintu v  Oslu v březnu 2022. Kromě juniorských mistrovství a mistrovství Evropy se od roku 2024 účastní i mistrovství světa.
Jeho dosavadním nejlepším individuálním umístěním bylo 11. místo ve zkráceném vytrvalostním závodu v italské Anterselvě v lednu 2024.

## Výsledky

### Mistrovství světa a zimní olympijské hry
| Sezóna  | A  | Místo                | SP  | SZ  | HZ | IZ  | ŠT | SŠT | SZD | Věk    |
| ------- | -- | -------------------- | --- | --- | -- | --- | -- | --- | --- | ------ |
| 2023/24 | MS | Nové Město na Moravě | 54. | 34. | –  | 48. | 8. | 20. | 12. | 23 let |

Poznámka: Výsledky z olympijských her ani z  z mistrovství světa se do hodnocení světového poháru nezapočítávají.